# Dermot O'Leary
Seán Dermot Fintan O'Leary Jr. (Colchester, 24 maggio 1973) è un conduttore televisivo e conduttore radiofonico britannico con cittadinanza irlandese.

## Biografia
Seán Dermot Fintan O'Leary Jr. è nato il 24 maggio 1973 a Colchester, nell'Essex. Ha frequentato la scuola elementare a Marks Tey e, successivamente ha studiato al St Benedict's Catholic College di Colchester. In seguito, si è laureato all'Università del Middlesex. Durante la sua adolescenza, ha fatto parte dell'organizzazione The Boy's Brigade e ha giocato a football americano per i Colchester Gladiators e per gli Ipswich Cardinals.

## Carriera
Ha iniziato la sua carriera come disc jockey per la BBC Essex, con sede a Southend-on-Sea, prima di prendere parte allo show televisivo Light Lunch, con Mel Giedroyc e Sue Perkins. Successivamente, ha condotto Big Brother's Little Brother, su E4. Nel 2001 ha partecipato allo show Lily Savage's Blankety Blank. Nel 2004 ha condotto lo show Shattered ed è entrato a far parte di BBC Radio 2. L'anno seguente ha presentato Comic Relief ed è stato tra i conduttori dell'evento UK Radio Aid. Nel 2006 ha condotto il game show 1 vs. 100. Nel 2009, alla O2 di Londra, ha presentato quella che sarebbe stata l'ultima apparizione in pubblico di Michael Jackson.
Il 29 marzo 2007, è stato annunciato che avrebbe sostituito Kate Thornton alla conduzione di The X Factor. Dopo otto anni, il 27 marzo 2015, ha annunciato di voler abbandonare il programma per perseguire altri progetti, venendo in seguito sostituito da Olly Murs e Caroline Flack. Nello stesso anno, ha sostituito Terry Wogan alla conduzione del programma della BBC Children in Need.
Dal 2010 al 2019, O'Leary ha condotto i National Television Awards.  Dal 2010, ha presentato l'evento benefico Soccer Aid, su ITV. L'anno seguente, ha condotto The Marriage Ref e nel 2013, BRITs Icon: Elton John. Nel 2013, O'Leary ha presentato From the Heart. Nel 2017, O'Leary ha condotto assieme a Emma Willis la 37ª edizione dei BRIT Award.

## Vita privata
Dal 2012 è sposato con Dee Koppang, con cui ha avuto un figlio. Si dichiara sostenitore del Socialist Workers Party e del Partito Laburista. Pratica il cattolicesimo.